# Rio das Mortes (vattendrag i Brasilien, Minas Gerais)
Rio das Mortes är ett vattendrag i Brasilien.   Det ligger i delstaten Minas Gerais, i den sydöstra delen av landet, 700 km sydost om huvudstaden Brasília.
Omgivningen kring Rio das Mortes är huvudsakligen savann. Området är ganska glesbefolkat, med 25 invånare per kvadratkilometer.